# Mohendžo-daro
Mohendžo-daro (dobesedno »gomila mrtvih«) je eno najpomembnejših mest indske civilizacije, zgrajeno pred približno 4500 leti ob reki Ind v današnjem Pakistanu in zapuščeno okoli leta 1700 pr. n. št., verjetno zaradi spremembe toka reke, ki je podpirala civilizacijo. Ponovno je bilo odkrito v 1920. letih.
Mohendžo-daro je, glede na svojo starost, izjemno zasnovano mesto. Imelo je načrtno sestavljeno mrežo ulic, z zgradbami iz opeke in žganega blata, posušenih opek in ožganega lesa. Na svojem višku je imelo mesto verjetno okoli 35.000 do 40.000 prebivalcev. Imelo je napreden kanalizacijski sistem, mnogo zgradb z do dvema nadstropjema in veliko kopališče.

## Veliko kopališče
Kopališče je ena najbolj presunljivih stavb v trdnjavskem delu mesta. Spominja na bazen sredi dvorišča, obdan s stebriščno verando, za njo pa so bile številne sobice. Iz ene od sob je vodilo stopnišče v zgornje nadstropje, ki ga ni več. Vodo za kopanje so črpali iz vodnjaka v eni od sob, odtekala pa je po velikem opečnem odtočnem kanalu. Na enem koncu kopališča je bil prostor, kjer je bilo 8 majhnih, s prehodom ločenih kopalnic. Manjši odtoki iz kopalnic so bili povezani z velikim odtočnim kanalom, ki je tekel po sredi prehoda. Vse je bilo narejeno iz žganih opek.

## Žitnica
Žitnica je še eno velikansko poslopje, ki stoji blizu kopališča. Sestoji iz poldrugi meter visokih opečnih blokov, ki jih ločujejo ozki prehodi. Žitnica je bila izkopana leta 1950. Nekateri so prepričani, da je bila nad opečnim delom postavljena lesena konstrukcija, kjer je bilo spravljeno žito; na ta način je bil med bloki omogočen prost pretok zraka. Domnevajo, da utegne biti ploščad na enem koncu žitnice vmesna postaja, od koder so delavci oddajali vreče žita naprej.

## Odkritja in domneve
Danes se arheologi v Mohenjo Daru ukvarjajo s problemom, kako ohraniti stavbe, ki so jih izkopali vnaprejšnjih odpravah. Poleg tega poskušajo razrešiti vprašanja, ki se porajajo zaradi nasprotujočih si tolmačenj z mestno rastjo. Nekateri strokovnjaki so prepričani da so mesto dvakrat ali trikrat razdejale poplave, saj je bilo na novo zgrajeno vsaj sedemkrat. Opozarjajo na plasti rečnega blata in ostanke rečnih lupinarjev, ki so jih našli v nekaterih delih mesta.
Skupina nemških in italijanskih arheologov, ki v 2000. izkopavajo Mohendžo-daro, pa pravi, da blata in ostankov lupinarjev, ki so bili z njim pomešani, ni odložila reka ampak da so prebivalci sami hodili ponj in ga uporabljali za polnenjenje vrzeli med opekami. Poleg tega trdijo, da sploh ni mogoče, da bi reka narasla tako visoko, kot kaže na nekatere plasti blata. Kljub težavam z različnimi tolmačenji so na podlagi izkopanin v Mohendžo-daru dobili dokaj jasno sliko, kakšno je bilo videti indsko mesto.

## Preostale uganke
Ni znano, ali je bilo Mohendžo-daro glavno mesto indske države. Vsekakor velja za eno največjih med prvimi mesti in, ker je ohranjeno bolje kot Harapa, predstavlja boljši vir o njegovi civilizaciji. Število plasti na najdišču kaže, da je bilo naseljeno precej dolgo in vsaj sedemkrat znova zgrajeno, domnevno po poplavah. Nič pa ne vedo o vladarjih, svečenikih ali pomembnih meščanih. Egipčanski in sumerski grobovi, polni razkošnega blaga, izdajajo, da gre za mogočne in pomembne pokojnike. V indskih grobovih nikjer niso našli bogastva, ki bi ga pričakovali v kraljevskem grobu. Spričo razsežnosti indske države in enotnih naselitvenih vzorcev, vrst orodja, lončenine, kipcev in pečatev sklepajo, da so vladarji držali deželo tesno na vajetih. A Ind varuje še mnogo več kot njegovi pendanti v Sumeriji in Egiptu - ne nazadnje jezik indske kulture.